# Lurocalis
Lurocalis – rodzaj ptaków z podrodziny lelków (Caprimulginae) w rodzinie lelkowatych (Caprimulgidae).

## Zasięg występowania
Rodzaj obejmuje gatunki występujące w Meksyku, Ameryce Centralnej i Południowej.

## Morfologia
Długość ciała 19–29 cm; masa ciała 79–115,7 g.

## Systematyka

### Etymologia
- Lurocalis: gr. ουρα oura „ogon” (por. λυρα lura „lira”); κολος kolos „skarłowaciały, obcięty”[6].
- Urocolus: jw.; nowa nazwa dla Lurocalis ze względu na puryzm[7].

### Podział systematyczny
Do rodzaju należą następujące gatunki:
- Lurocalis semitorquatus (J.F. Gmelin, 1789) – lelkowiec krótkosterny
- Lurocalis rufiventris Taczanowski, 1884 – lelkowiec andyjski